# Biarritz Olympique Pays Basque
O Biarritz Olympique Pays Basque ou BOPB é um clube profissional de rugby da cidade de Biarritz na França fundado em 1913.

## Títulos
- Campeonato Francês de Rugby - (5) 1934-35, 1938-39, 2001-02, 2004-05, 2005-06
- Amlin Challenge Cup - (1) 2011-12